# 南山镇 (城步县)
南山镇，是中华人民共和国湖南省邵陽市城步苗族自治县下辖的一个乡镇级行政单位。

## 行政区划
南山镇下辖以下地区：
第一社区、第二社区、第三社区、蕨子坪村、长安营村、双塘村和坪山村。